# 1086
Évszázadok: 10. század – 11. század – 12. század
Évtizedek: 1030-as évek – 1040-es évek – 1050-es évek – 1060-as évek – 1070-es évek – 1080-as évek – 1090-es évek – 1100-as évek – 1110-es évek – 1120-as évek – 1130-as évek
Évek: 1081 – 1082 – 1083 – 1084 –  1085 – 1086 – 1087 – 1088 – 1089 – 1090 – 1091

## Események
- május 24. – A római reformpárti kardinálisok pápáv választják III. Viktort, de csak következő lvben szentelik fel.[1]
- Az Almorávidák serege megveri VI. Alfonz leóni királyt.
- A bizánci bolgár katonák fellázadnak és a besenyőkkel szövetkezve súlyos vereséget mérnek a császári seregre.
- I. (Éhes) Olaf dán király trónra lépése (1095-ig uralkodik).
- Köteszk nagy besenyő haddal Magyarországra támad, Ung és Bereg vármegyéig nyomul, de László király által legyőzve az országból távozni kényszerül.
- Márciusban a normannok elfoglalják Siracusát.

## Születések
- V. Henrik német-római császár († 1125)

## Halálozások
- július 10. – IV. Knut dán király (Szent) (* 1040 körül)
- szeptember 25. – VIII. Vilmos aquitániai herceg